# Ras Cricket
Ras Cricket är en svensk reggaeartist. Han är bland annat känd för att ha skrivit och framfört låtarna "Polisen slår", "Skin", "Sång för fred" och "Vad hände med han". Hans musik finns bland annat tillgänglig på Spotify. Sommaren 2011 uppträdde han på  Peace & Love-festivalen i Borlänge tillsammans med Leafy.
Ras Cricket är en av Sveriges mest uppskattade och lyssnade reggae-artsiter. Ras Cricket har bland annat uppträtt i Polen på den stora reggae-festivalen "Ostróda". Tillsammans med artister så som Kapten Röd, Rootvälta, Leafnuts, General Knas och Syster Sol är Ras cricket Sveriges mest kända reggae-musiker. Under 2012 inledde Ras Cricket ett samarbete med Tommy Almighty och de skapade tillsammans gruppen Two Massive. 2012 kom deras första album, Mellan Jobb Och Verklighet ut. Ras Cricket kommer dock att fortsätta att spela och framträda som soloartist vid sidan av samarbetet med Tommy Almighty. Ras Cricket har tidigare samarbetat med bland annat Syster Sol, Leafnuts och Diegojah.